# Sikhé Camara
Sikhé Camara fue un diplomático guineano.
- Camara ejerció el derecho en París durante varios años y luego regresó a Africá, estableciéndose en Abiyán, donde reanudó su carrera de derecho como abogado y trabajó con el movimiento de la juventud de Félix Houphouët-Boigny Parti démocratique de Côte d'Ivoire - fr:Rassemblement démocratique africain.
- En 1959, unos pocos meses después de la independencia de Guinea, regresó a Conakry y comenzó a trabajar para el nuevo estado.
- Se convirtió en el primer juez del Juzgado de Conakry antes de ser nombrado fiscal del estado y jefe del Servicio judicial de Guinea.
- De 1958 a 1960 fue procurador general de la República de Guinea.
- De 1961 a 1965 fue embajador en Belgrado.
- De 1965 a 1967 fue embajador en Moscú.
- De mayo de 1967 a 1969 fue embajador en Bonn.
- En 1969 Sikhe Camara fue nombrado de nuevo fiscal del estado, entonces ministro de justicia y en los próximos 10 años, trabajó en el sector de la educación.
- Desde 1979 hasta la caída del régimen del Partido Democrático de Guinea en 1984, se dirigió al Ministerio de Justicia una vez más.
- Mientras servía en el gobierno del presidente Ahmed Sékou Touré, escribió varios libros, entre ellos: la poesía revolucionaria de combate Poèmes et de vérité.
- De abril de 1984 a 1985 fue arrestado por la junta militar y detenido en el centro de la prisión de Kindia con otros ex dignatarios.
- En 1985 reanudó su práctica de la ley.[1]